# Tullinge SK
Tullinge SK är en svensk sportklubb i Tullinge. Tullinge SK är i huvudsak en orienteringsklubb men bedriver även verksamhet inom  cykel och längdskidor. Klubben har ca 500 medlemmar (2012).
Klubbstugan ligger vid Brantbrinks IP.
År 2011 arrangerade Tullinge SK 10-mila på Riksten tillsammans med Skarpnäcks OK.
Klubben arrangerar också Novembertävlingarna (Orientering) varje år, en tävling som markerar orienteringssäsongens slut för året.

## Lida Loop
Tullinge SK är varje år värd för MTB-loppet Lida Loop som startar på Lida friluftsgård och sedan går i tre loopar runt Lida, loppet är 65km långt.

## Arrangemang[4]

### Kommande arrangemang (2016)
- Kretstävling U-serien, 24 maj
- Lida Loop 11-12 juni
- Ungdomsserien regionsfinal södra 23 augusti
- Novembertävlingarna 12-13 november
Orienteringstävlingar
- Mila Stockholm By Night 2016
- StOF:s sommarläger 2015
-
- SM Medeldistans 2015
- 10MILA 2011
- Mila Stockholm By Night Final 2010
- Novembertävlingarna 2003-
- Bornsjödubbeln 2009
- Novembertävlingarna 2008
- Sprint DM 2008
- Novembertävlingarna 2007
- Ultralång-SM 2006
- Ungdomsserien, regionfinal Syd 2005
- 25mannakorten 2004 
- Novembertävlingarna 2003
- Novemberrusen 2001
- DM Kortdistans 2001
- Mila Stockholm By Night 2001
- Novemberruset 2000
- Ungdomskavle 2000
- Ungdomskavle 1999
- Skol DM 1997
-

## Framgångar
- Segrare i HD-18 klassen vid Ungdomens Tiomila 2014
- Segrare i D-18-klassen vid Ungdomens Tiomila 1987, 2007 och 2009.
- Segrare i 25-manna 1985, 1989 och 1992
- Segrare i 10-mila Herrkaveln 1984, Damkaveln 1993 och 1988

## Framgångsrika löpare
- Jenny Lönnkvist
- Lars Lönnkvist
- Barbro Lönnkvist
- Simon Imark